# 355P/LINEAR-NEAT
355P/LINEAR-NEAT è una cometa periodica appartenente alla famiglia delle comete gioviane. 

## Scoperta
La cometa è stata scoperta il 5 ottobre 2004 a distanza di circa 4 ore dai programmi di ricerca astronomica LINEAR e NEAT. Al momento dell'annuncio ufficiale della sua scoperta erano state già scoperte immagini di prescoperta, riprese da LINEAR, risalenti al 21 settembre 2004. La sua riscoperta il 21 giugno 2017 ha permesso di numerarla definitivamente. 